# Muta (biologia)
La muta (più propriamente definita ecdisi) è un fenomeno biologico che consiste nel rinnovamento periodico delle piume negli uccelli, dei peli nei mammiferi, della pelle nei rettili e dell'intero esoscheletro negli artropodi.

## Serpenti[2][3]
La muta per i serpenti avviene ad intervalli regolari, da poche settimane ad alcuni mesi: per poter crescere, i serpenti cambiano tutta la loro pelle, quasi sempre in un solo colpo. Contorcendosi e strofinandosi contro le rocce e altri oggetti duri, i serpenti escono dalla loro vecchia pelle come da un vestito, mettendo a nudo il nuovo strato formato al di sotto ed abbandonando il vecchio strato di pelle, intero. Una muta che avviene in più riprese o che lascia pezzi della vecchia pelle attaccata al corpo è sintomo di problemi di salute del rettile e prende il nome di disecdisi. Sia la muta che la disecdisi si verificano anche in altri rettili come sauri e cheloni. Le squame che coprono il corpo dei loricati come negli ofidi sono composte da una generazione epidermica esterna ed una interna: durante la muta lo strato della generazione epidermica esterna più interno, composto da cellule prevalentemente vive, va in autolisi e ciò permette il distaccamento della porzione più esterna, che viene persa tutta insieme.

## Insetti[4][5][6]
Negli insetti la muta rappresenta il cambio della cuticola, costituita da due sostanze (chitina e sclerotina) che la rendono dura e incapace di accrescersi. Quando le dimensioni della larva diventano troppo grandi rispetto a quelle dell'esoscheletro, l'ormone ecdisone (o ormone della muta) determina, al di sotto della vecchia cuticola, la formazione di una nuova cuticola, che è pieghettata e raggrinzita per poter essere più estesa della precedente. Successivamente la vecchia cuticola (esuvia o exuvia) si rompe e la larva se ne libera completamente. La nuova cuticola appena distesa ed esposta all'aria è molle, ma si indurisce nel giro di alcuni minuti. Nel processo svolge un ruolo importante anche la neotenina o ormone giovanile, in assenza del quale la muta porta alla formazione della pupa anziché di un nuovo stadio larvale.

## Uccelli
Negli uccelli, la muta è la sostituzione periodica delle penne perdendo quelle vecchie e producendone di nuove. Le piume sono strutture morte alla maturità che vengono gradualmente abrase e devono essere sostituite. Gli uccelli adulti mutano almeno una volta all'anno, anche se molti mutano due volte e alcune tre volte all'anno. Generalmente è un processo lento poiché gli uccelli raramente perdono tutte le piume in una sola volta; l'uccello deve conservare piume sufficienti per regolare la temperatura corporea e respingere l'umidità. Il numero e l'area delle piume che cadono varia. In alcuni periodi di muta, un uccello può rinnovare solo le piume sulla testa e sul corpo, perdendo le penne delle ali e della coda durante un successivo periodo di muta. Alcune specie di uccelli diventano incapaci di volare durante una "muta delle ali" annuale e durante quel periodo devono cercare un habitat protetto con un approvvigionamento alimentare sicuro. Mentre il piumaggio può apparire sottile o irregolare durante la muta, la forma generale dell'uccello viene mantenuta nonostante la perdita di apparentemente molte piume; i punti calvizie sono in genere segni di malattie non correlate, come lesioni gravi, parassiti, beccatura delle piume (specialmente nel pollame commerciale che si verifica quando un uccello becca ripetutamente le piume di un altro) o (negli uccelli da compagnia) autodeplumazione. Alcuni uccelli lasceranno cadere le piume, in particolare le penne della coda, in quella che viene chiamata "muta da paura".
Il processo di muta negli uccelli è il seguente: in primo luogo, l'uccello inizia a perdere alcune vecchie piume, quindi le penne degli spilli crescono per sostituire le vecchie piume. Quando le penne degli spilli diventano piume piene, altre piume vengono perse. Questo è un processo ciclico che si verifica in molte fasi. Di solito è simmetrico, con perdita di piume uguale su ciascun lato del corpo. Poiché le piume costituiscono il 4-12% del peso corporeo di un uccello, è necessaria una grande quantità di energia per sostituirle. Per questo motivo spesso le mute avvengono subito dopo la stagione riproduttiva, ma mentre il cibo è ancora abbondante. Il piumaggio prodotto durante questo periodo è chiamato piumaggio post-nuziale. La muta pre-nuziale si verifica nelle Euplectes ardens dove i maschi sostituiscono il loro piumaggio non riproduttivo con piumaggio riproduttivo. Si pensa che i grandi uccelli possano far avanzare la muta delle piume gravemente danneggiate.
Determinare il processo che gli uccelli attraversano durante la muta può essere utile per comprendere le strategie di riproduzione, migrazione e foraggiamento. Un metodo non invasivo per studiare la muta negli uccelli consiste nell'utilizzare la fotografia sul campo. Le forze evolutive ed ecologiche che guidano la muta possono anche essere studiate utilizzando marcatori intrinseci come l'analisi dell'isotopo di idrogeno stabile (δ2H). In alcuni uccelli tropicali, come il Pycnonotus barbatus comune, la stagionalità riproduttiva è debole a livello di popolazione, invece la muta può mostrare un'elevata stagionalità con individui probabilmente sottoposti a forte selezione per abbinare la muta alle condizioni ambientali di picco.

### Muta forzata
In alcuni paesi, i branchi di galline ovaiole commerciali vengono sottoposti a muta forzata per rinvigorire la deposizione delle uova. Ciò di solito comporta il ritiro completo del cibo e talvolta dell'acqua per 7-14 giorni o fino a 28 giorni in condizioni sperimentali, che presumibilmente riflettono la pratica agricola standard in alcuni paesi. Ciò provoca una perdita di peso corporeo dal 25 al 35%, che stimola la gallina a perdere le piume, ma rinvigorisce anche la produzione di uova. Alcuni stormi possono essere sottoposti a muta forzata più volte. Nel 2003, più del 75% di tutti i branchi è stato sottoposto a muta forzata negli Stati Uniti. Altri metodi per indurre una muta includono diete a bassa densità (ad esempio vinaccia, farina di semi di cotone, farina di erba medica) o manipolazione dietetica per creare uno squilibrio di un particolare nutriente. I più importanti tra questi includono la manipolazione di minerali tra cui sodio (Na), calcio (Ca), iodio (I) e zinco (Zn), con assunzioni dietetiche complete o parzialmente ridotte.

## Rettili[19][20][21]
Gli squamati si dedicano periodicamente alla muta, poiché la loro pelle è squamosa. L'esempio più familiare di muta in tali rettili è quando i serpenti "cambiano pelle". Questo di solito si ottiene strofinando la testa del serpente contro un oggetto duro, come una roccia (o tra due rocce) o un pezzo di legno, provocando la spaccatura della pelle già tesa. A questo punto, il serpente continua a strofinare la pelle sugli oggetti, facendo sì che l'estremità più vicina alla testa si stacchi su se stessa, finché il serpente non è in grado di strisciare fuori dalla sua pelle, capovolgendo efficacemente la pelle muta. Questo è simile a come si potrebbe rimuovere un calzino dal proprio piede afferrando l'estremità aperta e tirandola su se stessa. La pelle del serpente viene spesso lasciata in un unico pezzo dopo il processo di muta, compresa la brille scartata (scaglia oculare, ossia lo strato di pelle o squama a forma di disco trasparente e immobile che copre gli occhi dei serpenti), in modo che la muta sia vitale per mantenere la qualità della vista dell'animale. Le pelli delle lucertole, al contrario, generalmente cadono a pezzi.

## Artropodi
Negli artropodi, come insetti, aracnidi e crostacei, la muta è lo spargimento dell'esoscheletro (che è spesso chiamato il suo guscio), tipicamente per far crescere l'organismo. Questo processo è chiamato ecdisi. Si dice comunemente che l'ecdisi sia necessaria perché l'esoscheletro è rigido e non può crescere come la pelle, ma ciò è semplicistico, ignorando il fatto che anche la maggior parte degli Arthropoda con pelli morbide e flessibili subiscono l'ecdisi. Tra l'altro, l'ecdisi permette la metamorfosi, la differenza a volte radicale tra la morfologia degli stadi successivi e il fatto che una nuova pelle può sostituire le strutture, ad esempio fornendo nuove lenti esterne per gli occhi. Il nuovo esoscheletro è inizialmente morbido ma si indurisce dopo la muta del vecchio esoscheletro. Il vecchio esoscheletro è chiamato exuviae. Durante la muta, gli insetti non possono respirare. Nel crostaceo Ovalipes catharus la muta deve avvenire prima che si accoppino.

## Cani
La maggior parte dei cani muta due volte all'anno, in primavera e in autunno, a seconda della razza, dell'ambiente e della temperatura.

## Anfibi
Sia le rane che le salamandre mutano regolarmente e consumano la pelle, con alcune specie che mutano a pezzi e altre in un unico pezzo.

## Esempi
| Gruppo                               | Tipo di muta | Periodo | Descrizione |
| ------------------------------------ | ------------ | --- | --- |
| Gatti                                | Pelliccia    | Di solito intorno alla primavera-estate.                                                                     | I gatti perdono il pelo durante la primavera-estate per sbarazzarsi del loro "cappotto invernale". I gatti hanno una pelliccia più spessa durante i mesi invernali più freddi per tenerli al caldo, poi verso la primavera e l'estate perdono parte della loro pelliccia per ottenere un mantello più sottile per i mesi estivi più caldi. Alcuni gatti hanno bisogno di essere spazzolati durante la muta, poiché i peli morti possono rimanere intrappolati nel pelo del gatto. |
| Cani e altri canidi                  | Pelliccia    | Semestrale, primavera e autunno.                                                                             | La muta nei canidi, come in tutti i mammiferi, è dovuta alle fluttuazioni nella quantità di melatonina secreta dalla loro ghiandola pineale in risposta alle variazioni stagionali della luce solare piuttosto che alle variazioni di temperatura. Questa stagionalità nella muta è maggiormente conservata nelle razze artiche di cani che perdono la muta due volte all'anno, mentre la maggior parte delle altre razze muta una volta all'anno.                                |
| Polli                                | Piume        | Di solito autunno (galline non commerciali).                                                                 | I polli generalmente smettono di deporre le uova quando inizia la loro muta e ricominciano a deporre quando le loro nuove piume sono ricresciute. |
| Germani reali                        | Piume        | Mezza estate - inizio autunno.                                                                               | Dopo la fine della stagione riproduttiva, la maggior parte dei germani reali muta le remiganti. Poiché il piumaggio riproduttivo dai colori vivaci dei maschi li rende vulnerabili alla predazione, lo perdono a causa della muta, sostituendolo con piumaggio d'eclissi che aiuta a mimetizzarsi fino a quando le remiganti non ricrescono, su cui mutano di nuovo e riacquistano i loro colori riproduttivi.                                                                    |
| Serpenti                             | Pelle        | Regolarmente, quando la vecchia pelle è diventata troppo grande.                                             | I serpenti possono cambiare pelle una volta al mese, anche se di solito è solo una manciata di volte all'anno. |
| Lucertole                            | Pelle        | Regolarmente, quando la vecchia pelle è diventata troppo grande.                                             | Le lucertole, come i serpenti, si sfregano contro gli oggetti per aiutare a rimuovere la pelle vecchia e quindi consumano tale pelle per il calcio e altri nutrienti. |
| Anfibi                               | Pelle        | Regolarmente.                                                                                                | Le salamandre e le rane perdono regolarmente la pelle, quindi spesso la mangiano. |
| Paguri                               | Esoscheletro | Regolarmente, quando il carapace è troppo cresciuto.                                                         | I paguri di terra si seppelliscono per molte settimane mentre mutano e poi consumano il loro esoscheletro perso. |
| Aracnidi                             | Esoscheletro | Regolarmente, quando l'esoscheletro è troppo cresciuto.                                                      | Gli aracnidi mutano regolarmente per crescere, diventando spesso solitari e digiunando per lunghi periodi prima della muta. |
| Insetti                              | Esoscheletro | Regolarmente nelle larve, quando l'esoscheletro è troppo cresciuto.                                          | Nelle specie con una metamorfosi "completa", la muta finale trasforma il corpo, tipicamente da una larva dal corpo molle ad un adulto riproduttivo, alato e talvolta colorato. Nelle effimere, un subimago alato muta un'ultima volta in un adulto alato. |
| Porcellini d'India, Criceti, Conigli | Pelliccia    | Costante nei porcellini d'India, meno frequente nei criceti, e stagionale nei conigli (primavera e autunno). | La muta nei piccoli mammiferi è influenzata da fattori stagionali, ormonali e dallo stato di salute. Nei criceti, la muta potrebbe essere segno di stress o problemi di salute. Una dieta sana e una toelettatura regolare sono essenziali per una muta sana.. |

## Galleria d'immagini

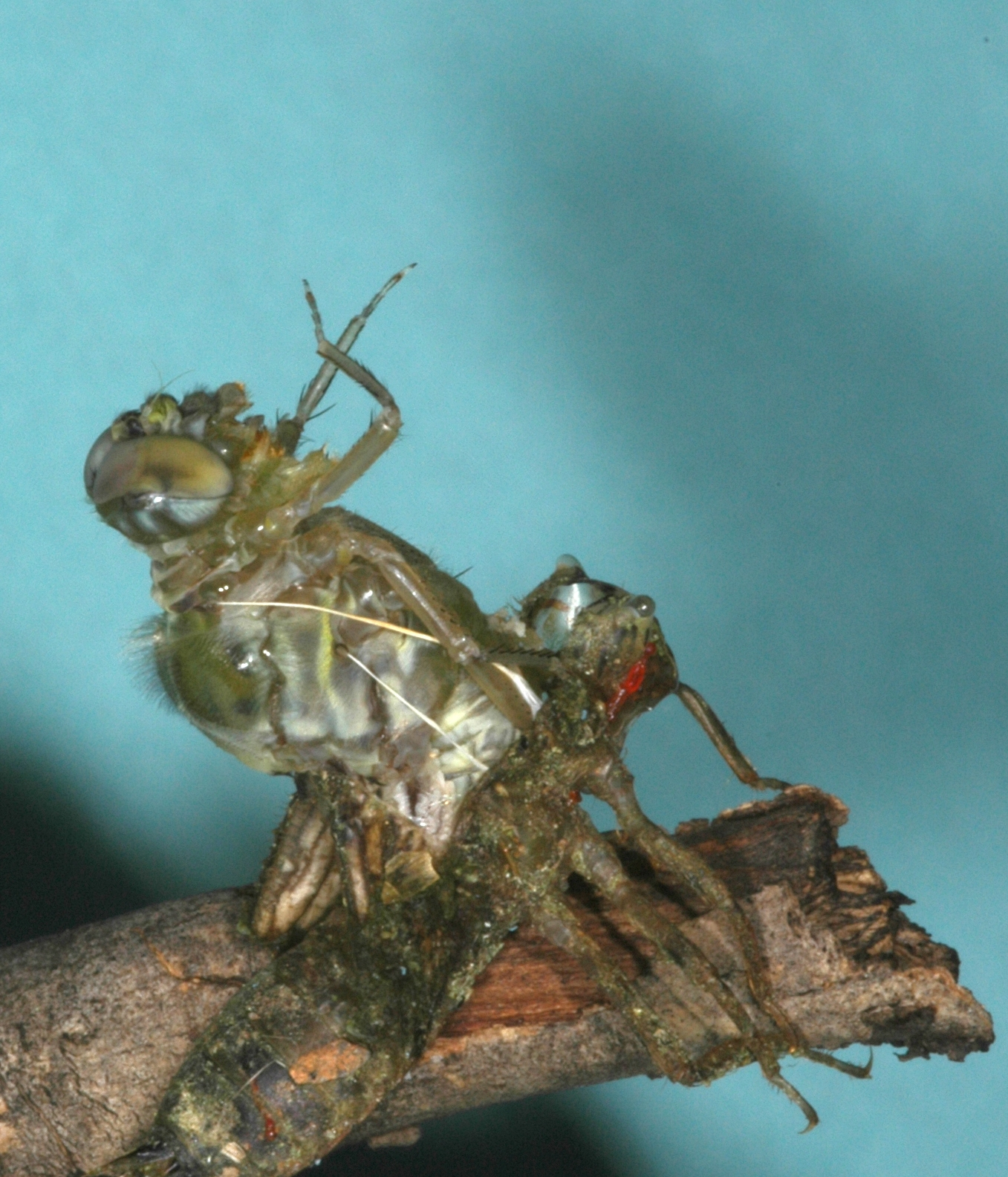
Una libellula nella sua radicale muta finale, che si trasforma da ninfa acquatica in adulto alato.
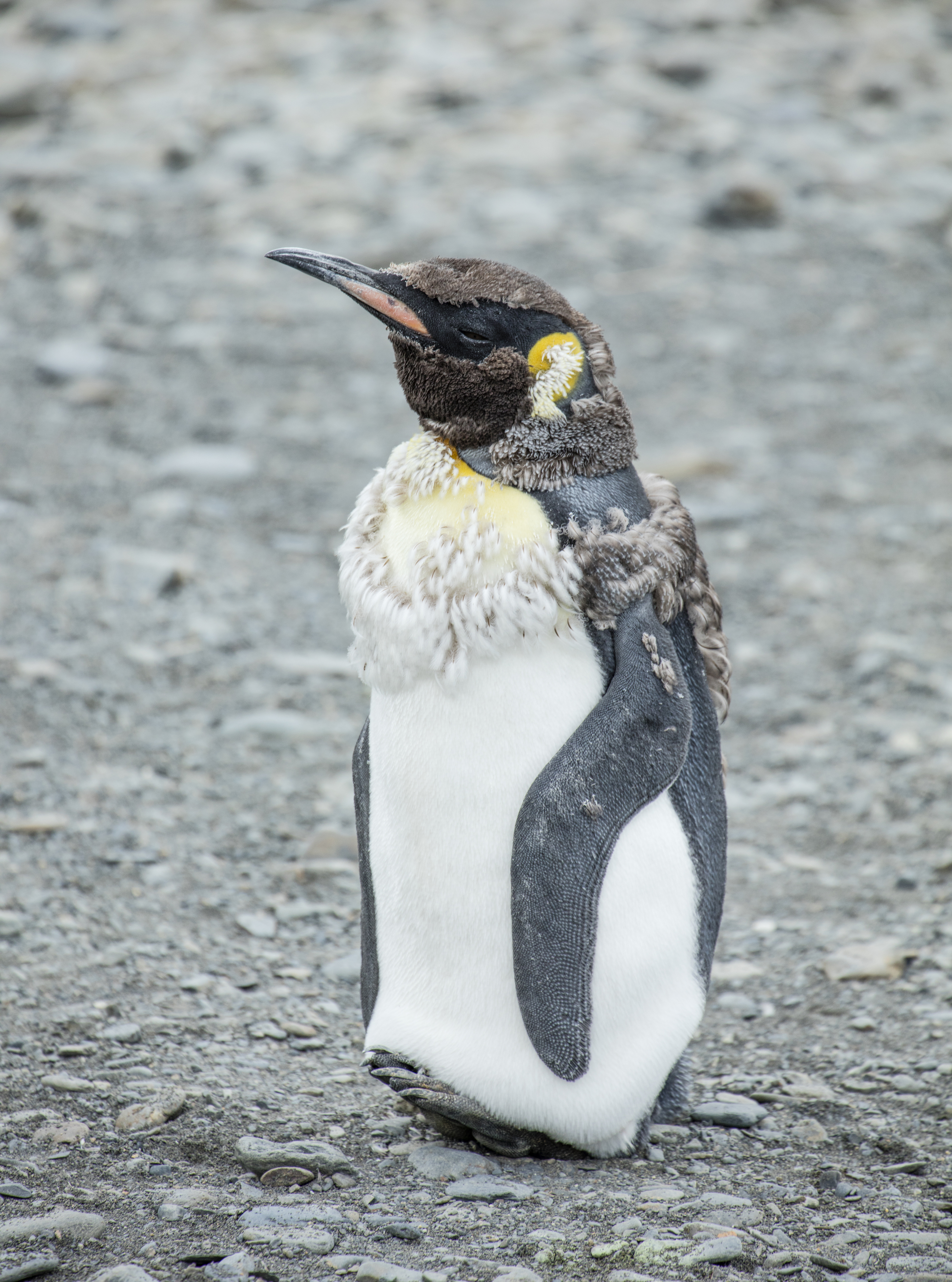
Un pinguino reale con piume sostitutive in via di sviluppo.
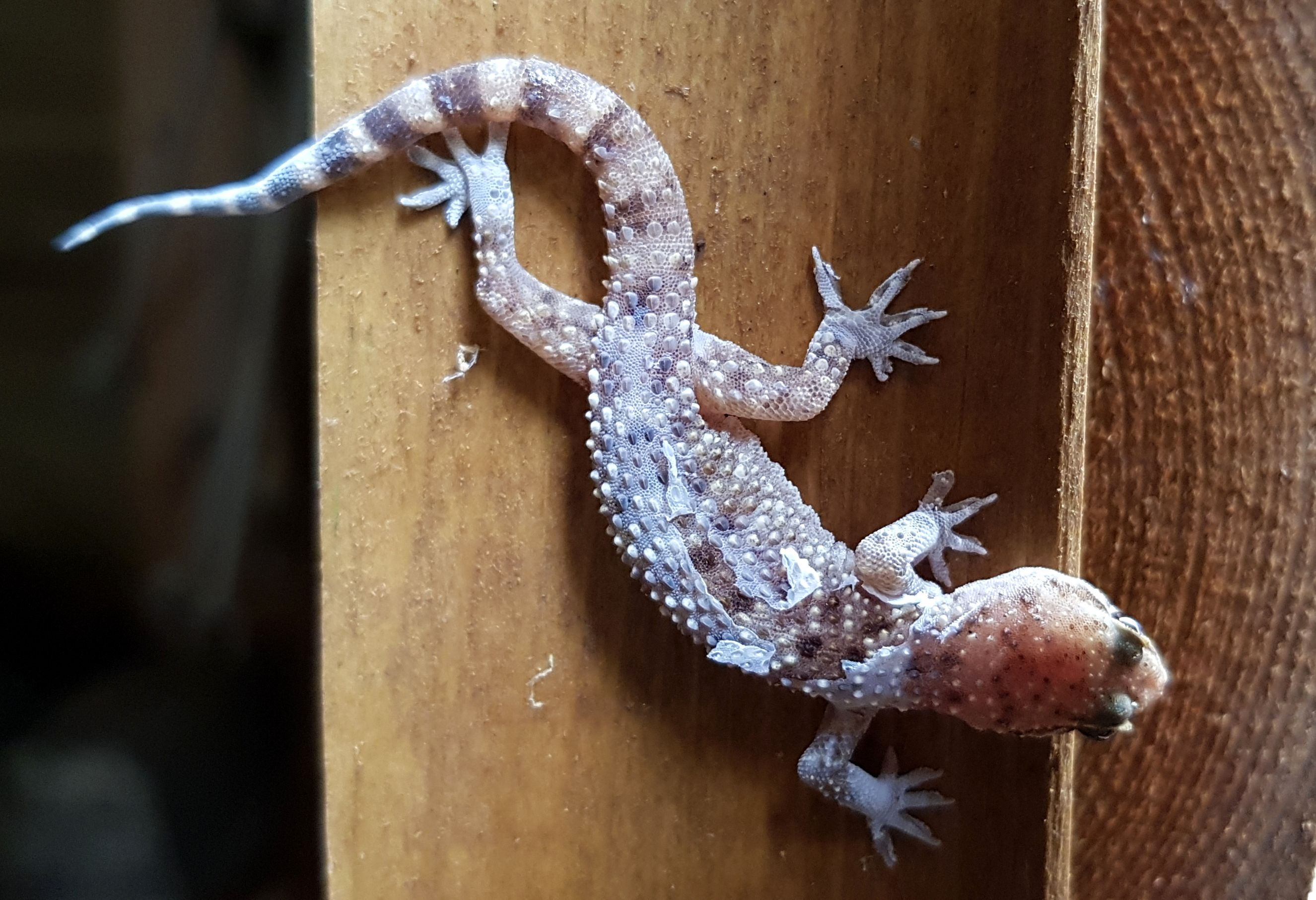
Un giovane geco Hemidactylus turcicus in fase di muta.
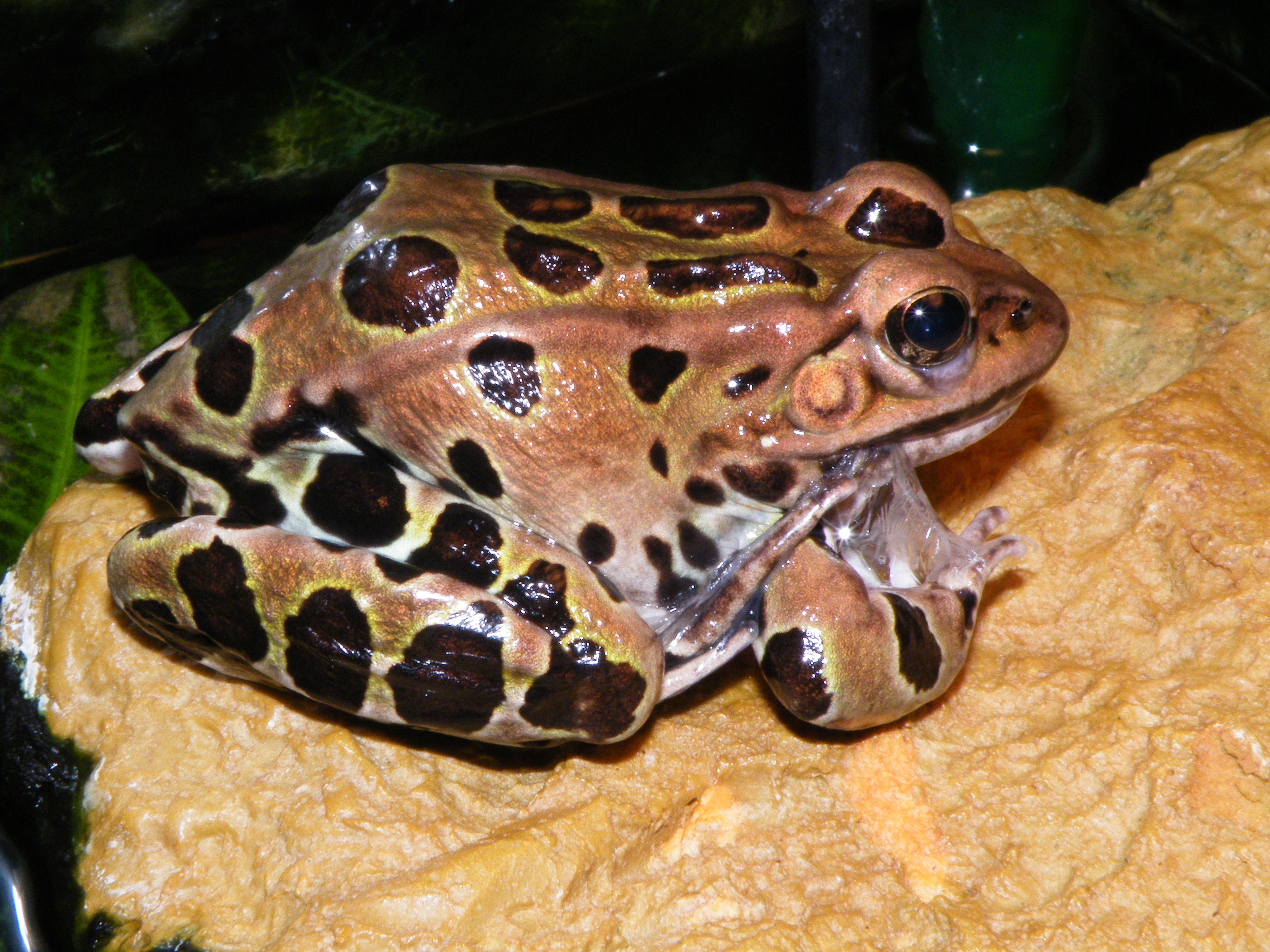
Una rana leopardo che muta e mangia la pelle.
Una cicala in muta.
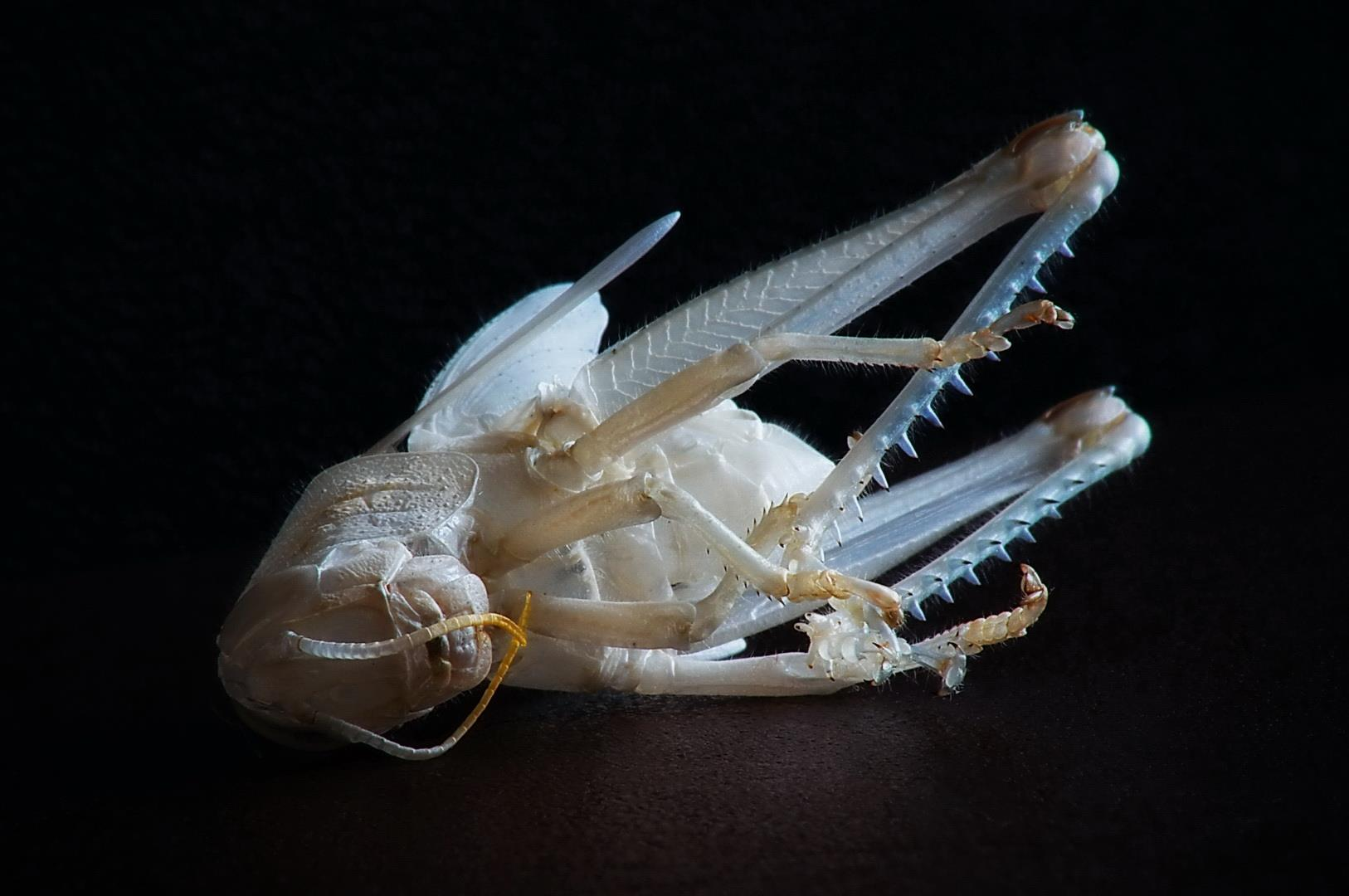
Muta scartata di una cavalletta (Caelifera).
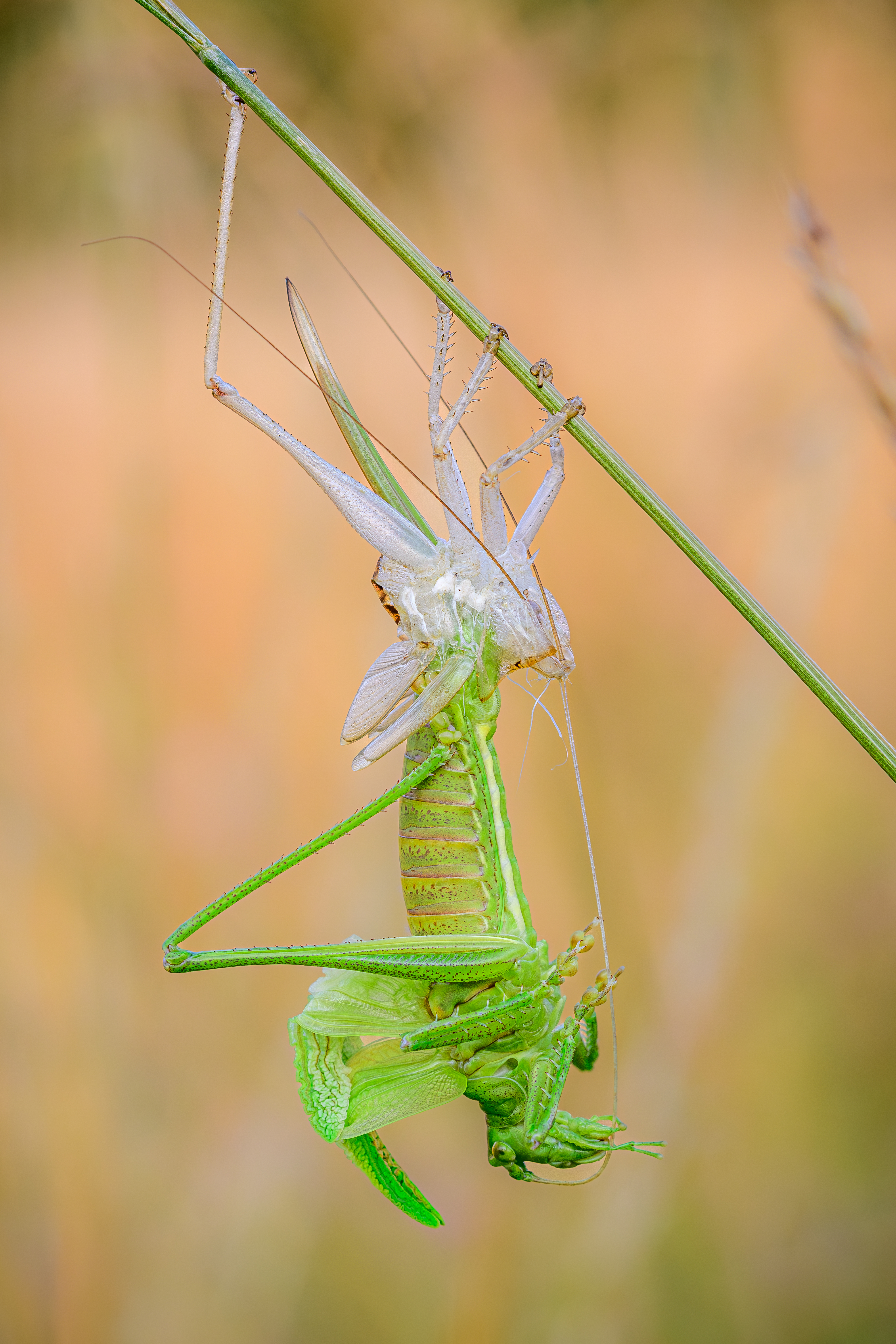
Femmina di cavalletta verde (Tettigonia viridissima)
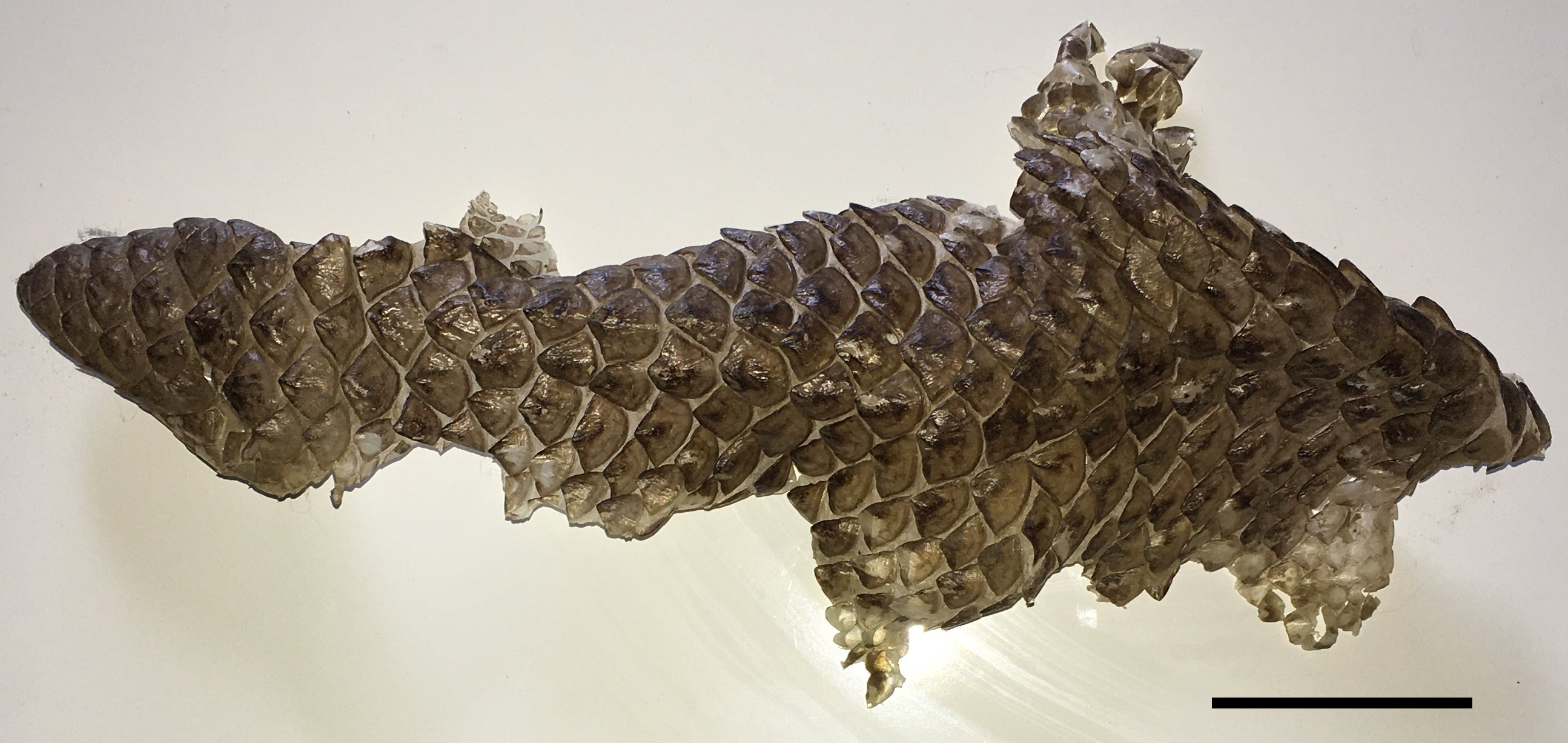
Muta di una lucertola Tiliqua rugosa.
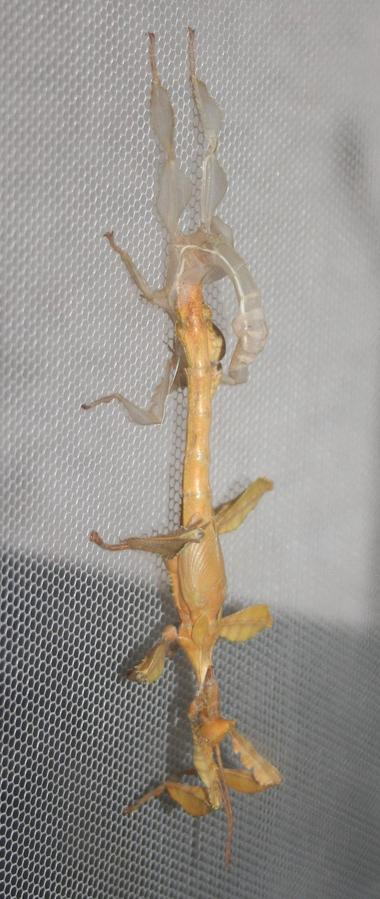
Insetto Extatosoma tiaratum che striscia fuori dalla sua pelle muta.